# Ramón Emilio Jiménez
Ramón Emilio Jiménez (Santiago de los Caballeros el 17 de septiembre de 1886 – 13 de noviembre de 1970), Fue un escritor y maestro Dominicano. Realizó estudios primarios y secundarios en escuelas de su tierra natal. Se graduó de bachiller en Letras y Ciencias en la Escuela Normal de Santiago.

## Carrera
Ejerció labor docente durante varios años y desempeñó cargos diversos en la administración pública, entre ellos Superintendente del Departamento Norte, Inspector de Instrucción Pública, Secretario de Educación. También trabajó como periodista e incursionó en la poesía.
Sus obras más conocidas son "Naturaleza y Hombre", "El patriotismo y la escuela", "La Patria en la Canción", "Del lenguaje dominicano", "Espigas sueltas", "Savia dominicana", "Al amor del Bohío". También escribió varias biografías de personalidades dominicanas.
Fue miembro fundador de la Academia Dominicana de la Historia y del Ateneo Dominicano.
Sus poesías de índole educativo y sus canciones a la patria están recopiladas bajo el título de La Patria en la Canción. En estos trabajos se puede reconocer a un poeta de gran sensibilidad. Sus creaciones líricas se caracterizan por un abierto optimismo. Es el autor que subraya los valores éticos. Su mundo literario siempre es para construir.
Ramón Emilio Jiménez falleció el 13 de noviembre de 1970 en Santo Domingo a los 84 años de edad.
Como prosista dejó interesantes artículos de costumbres, fruto de sus investigaciones folclóricas por

## Obras poéticas
- Boda de ruiseñores
- El encuentro del perro
- El poder sonoro
- Mis dos madres muertas
- Naturaleza y Hombre
- El patriotismo y la escuela
- La Patria en la Canción
- Del lenguaje dominicano
- Espigas sueltas
- Savia dominicana
- Al amor del Bohío
- la soñada independencia

- Datos: Q6099574